# Meriones arimalius
Meriones arimalius is een zoogdier uit de familie van de Muridae. De wetenschappelijke naam van de soort werd voor het eerst geldig gepubliceerd door Cheesman & Hinton in 1924.

## Voorkomen
De soort komt voor in Oman en Saoedi-Arabië.